# San Vito, Costa Rica
San Vito är en ort i Costa Rica.   Den ligger i provinsen Puntarenas, i den sydöstra delen av landet, 170 km sydost om huvudstaden San José. San Vito ligger 994 meter över havet och antalet invånare är 3 981.
Terrängen runt San Vito är varierad, och sluttar norrut. Runt San Vito är det ganska glesbefolkat, med 47 invånare per kvadratkilometer. Det finns inga andra samhällen i närheten. I omgivningarna runt San Vito växer i huvudsak städsegrön lövskog.